# Clermont (New York)
Pour les articles homonymes, voir Clermont.
Clermont est une ville américaine du comté de Columbia, dans l'État de New York.

## Histoire

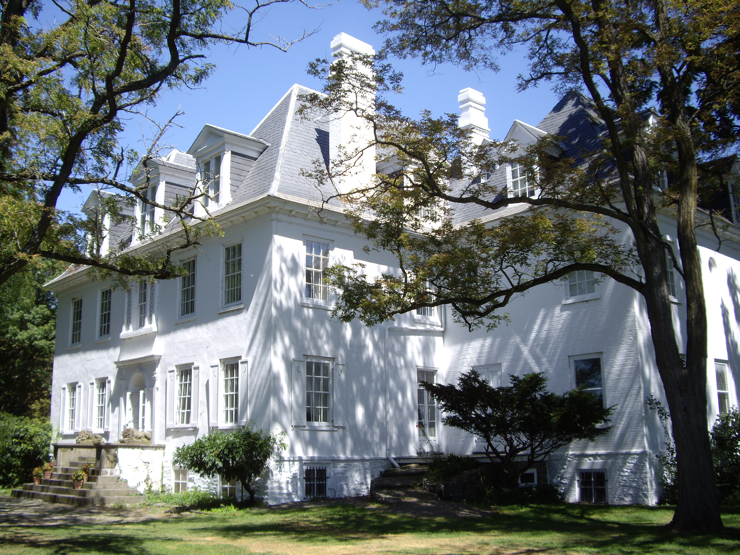
Maison à Clermont dite Clermont Manor

En 1780, Charles Cornwallis y bat les troupes américaines.

## Géographie
Le village est situé à 72 km d'Albany, près de l'Hudson.

## Démographie
| Groupe                           | Clermont | New York | États-Unis |
| -------------------------------- | -------- | -------- | ---------- |
| Blancs                           | 94,4     | 66,8     | 72,4       |
| Métis                            | 2,2      | 3,0      | 2,9        |
| Asiatiques                       | 1,2      | 7,3      | 4,8        |
| Autres                           | 1,2      | 7,5      | 6,4        |
| Afro-Américains                  | 0,8      | 15,9     | 12,6       |
| Amérindiens                      | 0,3      | 0,6      | 0,9        |
| Total                            | 100      | 100      | 100        |
|                                  |          |          |            |
| Hispaniques et Latino-Américains | 5,2      | 17,6     | 16,7       |

Selon l'American Community Survey, pour la période 2011-2015, 94,01 % de la population âgée de plus de 5 ans déclare parler l'e à la maison, 1,40 % déclare parler l'espagnol, 0,76 % le français, 0,70 % l'hindi, 0,65 % le japonais, 0,59 % le portugais, 0,59 % l'italien et 1,30 % une autre langue.